# Michelle Roark
Pour les articles homonymes, voir Roark.
Michelle Roark, née le 16 novembre 1974, est une skieuse acrobatique américaine spécialisée dans les épreuves de bosses. 
Au cours de sa carrière, elle a disputé les Jeux olympiques d'hiver de 2006 où elle prend la dix-huitième place, de plus elle a participé à cinq mondiaux où elle remporte la médaille d'argent de bosses en 2003 à Deer Valley, enfin en coupe du monde elle est montée à seize reprises sur un podium dont six victoires.

## Palmarès

### Jeux olympiques d'hiver
| Édition/Discipline | Bosses |
| JO 2006            | 18e    |

### Championnats du monde
| Édition/Discipline | Bosses | Bosses en parallèle |
| Mondiaux 1999      | 25e    | 9e                  |
| Mondiaux 2003      | 2e     | -                   |
| Mondiaux 2005      | 13e    | 17e                 |
| Mondiaux 2007      | 15e    | -                   |
| Mondiaux 2009      | 16e    | -                   |

### Coupe du monde
- Meilleur classement général : 6e en 1999 et 2006.
- 1 petit globe de cristal :
  - Vainqueur du classement bosses en 1999
- 16 podiums dont 7 victoire en bosses.